# María Luisa Cobanera
María Luisa Cobanera fue una científica argentina, la segunda doctora en Química de la Universidad Nacional de La Plata, graduada en 1912.

## Reseña biográfica
María Luisa Cobanera fue una científica argentina. Estudió en el Colegio Nacional de La Plata, y luego en la Universidad Nacional de La Plata. Allí cursó algunas materias de ciencias naturales, se graduó de farmacéutica y en 1909 fue nombrada ayudante de cátedra. En 1912 obtuvo el título de doctora en química, contándose entre los primeros graduados del doctorado de Química y Farmacia de la Universidad Nacional de La Plata. Fue la segunda mujer en completarlo, luego de Dominga C. Lanza. Entre 1911 y 1912 contó con una beca del gobierno para perfeccionar sus estudios.
Realizó actividades de divulgación científica. Inauguró un ciclo de charlas organizado en el anfiteatro del Museo de La Plata, el cual fue presentado por Herrero Ducloux. La conferencia de María Luisa Cobanera se tituló "Aluminio térmico y sus aplicaciones", y versaba sobre los procedimientos de obtención del aluminioo. En esa charla  Cobanera "enfatizó en el carácter democrático de la ciencia y su aplicación en el trabajo de los obreros así como en la importancia de su divulgación". 
También participó del dictado de conferencias a la comunidad no especializada en temas de interés general, que solían brindarse a distintas instituciones locales. Susana García destaca que María Luisa Cobanera "fue la única alumna que dictó una conferencia en ese ciclo, una actividad en la cual generalmente las estudiantes sólo participaban en calidad de oyentes". En 1911 publicó un trabajo sobre el estudio químico de la grasa de camello con un compañera de estudios, Carolina Etile Spegazzini, que fue publicada en la Revista del Museo de La Plata. Su tutor académico fue Enrique Herrero Ducloux, con quien también publicó sus investigaciones.

María Luisa fue científica en tiempos en que la ciencia era un dominio de hombres, hecho que queda registrado aún en las pocas menciones a su obra. En referencia al Trabajo de Cobanera aparecido  en  1916 en el  Boletín  número  5,  serie  D   de  la  Dirección  de  minas  del  Ministerio  de Agricultura, titulado La  sílice  en  el  análisis  de  las  aguas  potables, en los Anales de la Sociedad Científica Argentina se lee: 
Mui  digna  es  de  alabanza  la  actuación  de  la  doctora  Cobanera,  no  sólo  por  la bondad  práctica  de  su  nuevo  procedimiento,  sino  también  por  tratarse  de  una señorita  que  honra  al  sexo  a  que  pertenece.

Como segundo ejemplo de sexismo encontramos que a pesar de estar doctorada en 1912, se encuentra esta mención bibliográfica donde se omite su grado académico, mencionando en cambio el de su director de doctorado, Herrero Ducloux.  
En cuanto a los valores correspondientes al Al2O3, y por indicación del Dr. Herrero Ducloux, dado el valor elevado de esta cifra y la proporción de Fe2O3, Ph205 en las cenizas fueron verificados de nuevo, aplicando para ello la técnica indicada por la Sta. María Luisa Cobanera en su tésis sobre “Las sales de alúmina en la vegetación", logrando así modificar ligeramente los valores asignados en el análisis anterior al Ca y al Al.
En sus investigaciones se interesaba por "El conocimiento exacto de los elementos que entran en la composición de los organismos vegetales". No obstante su recorrido, María Luisa no siguió la carrera científica. Su última publicación es de 1917. María Luisa contrajo matrimonio y se radicó en Córdoba, abandonando la investigación.